# إريك شيلر
إريك شيلر (بالإنجليزية: Eric Schiller)‏ هو لاعب شطرنج أمريكي، ولد في 20 مارس 1955 في نيويورك في الولايات المتحدة، وتوفي في 3 نوفمبر 2018.

## وصلات خارجية
- الموقع الرسمي
- إريك شيلر على موقع مباريات الشطرنج (الإنجليزية)
- إريك شيلر على موقع 365Chess.com (الإنجليزية)
- إريك شيلر على موقع Chesstempo.com (الإنجليزية)
- إريك شيلر على موقع الاتحاد الأمريكي للشطرنج (الإنجليزية)